# Судов, Сергей Петрович
Сергей Петрович Судов — советский хозяйственный, государственный и политический деятель.

## Биография
Родился в 1896 году в деревне Починки. Член КПСС.
В 1941—1942 — председатель исполнительного комитета Ленинградского Совета депутатов трудящихся города Москвы.
В 1942—1943 — начальник топливно-энергетического управления исполнительного комитета Московского городского Совета депутатов трудящихся.
В 1943—1944 — заместитель председателя исполнительного комитета Московского городского Совета депутатов трудящихся.
В 1944—1957 — начальник топливно-энергетического управления исполнительного комитета Московского городского Совета депутатов трудящихся.
В 1957—1964 — заведующий общим отделом Московского горкома КПСС.
Умер в 1964 году в Москве.

## Награды
- Орден Ленина (07.09.1947)
- Орден Трудового Красного Знамени (16.03.1949)
- Орден Знак Почёта (06.04.1943, 01.02.1957)